# アクティブレイン
株式会社アクティブレイン（英: ActyBrain Co.,Ltd.）は、千葉県千葉市中央区に所在する企業である。

## 会社概要
2003年（平成15年）設立。
物流事業、ホームページ制作、動画制作事業のほか、超短波放送（FM放送）の特定地上基幹放送事業者でもある。
会社沿革
- 2003年（平成15年） - 成田市で軽貨物運送事業者として有限会社アクティブレイン設立
- 2005年（平成17年） - 株式会社に組織変更
- 2007年（平成19年） - 中国大連市に亜久帝信息科技有限公司を設立
- 2021年（令和3年）  - SKYWAVE FM（スカイウェイブ・エフエム）の愛称でコミュニティ放送開始[2]、詳細は次項参照

## SKYWAVE FM
概要
2021年（令和3年）開局。
千葉市中央区、稲毛区、若葉区、緑区、美浜区の各一部地域を放送対象地域

としてコミュニティ放送をする。
代表取締役社長の久保田耕司

は、2011年（平成23年）の東日本大震災に遭遇して、災害時の情報伝達手段としてラジオに着目。コミュニティ放送局を開設することとした
。
久保田耕司はマスメディア集中排除原則にいう支配関係にある。
SKYWAVE FMの開局で全ての政令指定都市でコミュニティ放送局の開局実績ができた。
本社・演奏所（スタジオ）は中央区新宿の藤ビルにある。また、サテライトスタジオが1月の開局時点で、中央区問屋町の千葉ポートスクエアANNEX棟、東京営業所（東京都豊島区）、仙台営業所（宮城県仙台市）にあり、10月には千葉中央駅前に「京成ローザスタジオ」を開設
した。
送信所は中央区問屋町の千葉ポートサイドタワーにあり、特定地上基幹放送局の呼出符号はJOZZ3CW-FM、呼出名称はアクティブレインエフエム、周波数89.2MHz、空中線電力20Wで放送区域は中央区、稲毛区、若葉区、緑区、美浜区の各一部地域。
インターネット配信はJCBAインターネットサイマルラジオによる。
一部の時間帯を除き、自社制作番組を放送している。
千葉市、佐倉市、四街道市とは、災害時の緊急放送に関する協定を締結

している。
Pandyという公式マスコットキャラクターがいる。
沿革
- 2020年（令和2年）
  - 7月17日 - 特定地上基幹放送局の予備免許取得[3]
- 2021年（令和3年）
  - 1月6日 - 特定地上基幹放送局の免許取得[2]
  - 1月14日 - 千葉市と「災害時における災害情報の緊急放送等に関する協定」を締結[10]
  - 1月15日 - 開局[6][2]
  - 1月25日 - JCBAインターネットサイマルラジオによるインターネット配信開始
  - 10月29日 -「京成ローザスタジオ」を開設[9]
- 2022年（令和4年）
  - 3月8日 - 佐倉市と「災害時等における放送協力に関する協定」を締結[11]
  - 11月8日 - 四街道市と「災害時における緊急放送に関する協定」を締結[12]

主な番組
- 前田瑠美の演歌の花道（月 - 金  9:00 - 11:00）
- FAN x FUN（月 - 日  23:00 - 24:00）SKYWAVE FM開局前はレインボータウンFMで放送していた。
- ボンバー森尾 チバニアンレディオ

### 防災ラジオ
千葉市は、協定締結にあわせ緊急時の割込み放送システムを構築、自治会・自主防災組織や幼稚園・保育園などに防災ラジオ（緊急告知FMラジオ）を無償配付する。
SKYWAVE FM以外のFM放送・AM放送計8局も受信でき、千葉市の緊急割込放送を受信すると起動する。